# Archidiocèse de Bukavu
L’archidiocèse de Bukavu est une circonscription ecclésiastique de l'Église catholique en république démocratique du Congo. Le vicariat apostolique du Kivu a été créé en 1929 ; il devient vicariat apostolique de Costermansville en 1952, puis vicariat apostolique de Bukavu en 1954. Le vicariat apostolique de Bukavu est élevé au rang d'archidiocèse le 10 novembre 1959.

## Histoire
Au début du XXe siècle, les Pères Blancs (Missionnaires d’Afrique) fondent dans la région du Kivu (ancien royaume de Bashi) de nombreux postes missionnaires, avec écoles et dispensaires. Ces postes sont rassemblés en un vicariat apostolique du Kivu érigé le 12 décembre 1912 par Pie X.  Ce vicariat est bientôt divisé en d’autres entités qui deviendront plus tard les diocèses qui portent les noms de Goma, Kasongo, Uvira, et autres.
Le vicariat change plusieurs fois de nom au cours du XXe siècle pour s’appeler en 1952, vicariat apostolique de Costermansville, une ville fondée en 1901 par les autorités coloniales belges sur la rive sud-ouest du lac Kivu. Comme la ville est rebaptisée Bukavu en 1953, le vicariat s’adapte et devient vicariat apostolique de Bukavu en 1954.
Le 10 novembre 1959 - en préparation à l’indépendance qui est proche  - Jean XXIII érige et réorganise la hiérarchie de l’Église catholique sur l’ensemble du territoire du Congo belge. Ainsi Bukavu devient un des six archevêchés métropolitains de la nouvelle République du démocratique du Congo.
L’archidiocèse et ses institutions sont souvent victimes de troubles graves, et même de conflits armés, qui agitent la région du Kivu riche en ressources naturelles et située à la frontière du Rwanda. En 1967, des mercenaires belges (avec gendarmes katangais) qui tentent de s'emparer de la région sont chassés par l’armée du général Mobutu.  
La première guerre du Congo (1996-1997), durant laquelle l’archevêque de Bukavu, Christophe Munzihirwa est assassiné (29 octobre 1996), la seconde guerre du Congo (1998-2002) et celle qui s’ensuivit, la guerre du Kivu (2004-2009), laissent toutes des traces douloureuses. La sécurité publique étant loin d’être assurée, les institutions éducatives, caritatives et hospitalières de l’archidiocèse fonctionnent toutes au ralenti.

## Diocèses suffragants
Bukavu est un archidiocèse métropolitain. Ses diocèses suffragants sont : Butembo-Beni, Goma, Kasongo, Kindu et Uvira

## Supérieurs ecclésiastiques

### Vicaires apostoliques du Kivu
- 19 décembre 1929 - août 1944 : Édouard Leys, M.Afr.
- 14 décembre 1944 - 10 janvier 1952 : Richard Cleire, M.Afr., nommé vicaire apostolique de Kasongo

### Vicaires apostoliques de Bukavu
- 10 janvier 1952 - 8 mars 1957 : Xavier Geeraerts, M.Afr.
  - 7 novembre 1955 - 8 mars 1957 : Louis van Steene, M.Afr., vicaire apostolique coadjuteur
- 8 mars 1957 - 10 novembre 1959 : Louis van Steene, M.Afr., promu archevêque de Bukavu

### Archevêques de Bukavu
- 10 novembre 1959 - 24 mai 1965 : Louis van Steene, M.Afr.
- 18 décembre 1965 - 15 septembre 1993 : Aloys Mulindwa Mutabesha Mugoma Mweru (de)
- 14 mars 1995 - 29 octobre 1996 : Christophe Munzihirwa, S.J., assassiné
- 3 mars 1997 - 4 octobre 2000 : Emmanuel Kataliko (de)
- 13 mai 2001 - 9 octobre 2005 : Charles Kambale Mbogha (de), A.A.
- depuis le 26 avril 2006 : François-Xavier Maroy

## Statistiques
| année | baptisés  | population totale | pourcentage | prêtres (total) | prêtres séculiers | prêtres réguliers | catholiques par prêtre | diacres | religieux | religieuses | paroisses |
| ----- | --------- | ----------------- | ----------- | --------------- | ----------------- | ----------------- | ---------------------- | ------- | --------- | ----------- | --------- |
| 1950  | 82 984    | 855 635           | 9,7         | 75              | 4                 | 71                | 1.106                  |         | 72        | 97          | 15        |
| 1959  | 232 184   | 1 117 507         | 20,8        | 134             | 24                | 110               | 1.732                  |         | 168       | 162         | 23        |
| 1970  | 312 232   | 803 710           | 38,8        | 102             | 23                | 79                | 3.061                  |         | 142       | 170         | 17        |
| 1980  | 485 615   | 1 104 328         | 44,0        | 105             | 29                | 76                | 4.624                  | 1       | 135       | 250         | 21        |
| 1990  | 625 759   | 1 369 544         | 45,7        | 144             | 52                | 92                | 4.345                  | 1       | 185       | 401         | 24        |
| 1999  | 831 562   | 1 620 943         | 51,3        | 172             | 93                | 79                | 4.834                  |         | 173       | 437         | 30        |
| 2000  | 882 591   | 1 777 558         | 49,7        | 162             | 91                | 71                | 5.448                  |         | 180       | 448         | 30        |
| 2001  | 882 591   | 1 777 558         | 49,7        | 166             | 95                | 71                | 5.316                  |         | 180       | 448         | 30        |
| 2002  | 860 599   | 1 346 216         | 63,9        | 187             | 97                | 90                | 4.602                  |         | 197       | 489         | 33        |
| 2006  | 911 538   | 1 714 707         | 53,2        | 195             | 105               | 90                | 4.674                  |         | 230       | 494         | 32        |
| 2012  | 1 050 000 | 2 012 000         | 52,2        | 235             | 153               | 82                | 4.468                  |         | 226       | 502         | 35        |
| 2015  | 1 037 065 | 2 607 000         | 39,8        | 223             | 144               | 79                | 4.650                  |         | 146       | 515         | 39        |
| 2018  | 1 077 799 | 2 594 740         | 41,5        | 250             | 169               | 81                | 4.311                  |         | 169       | 565         | 41        |
| 2020  | 1 099 164 | 2 799 287         | 39,3        | 255             | 169               | 86                | 4.310                  |         | 186       | 623         | 41        |
| 2022  | 1 176 200 | 2 996 630         | 39,3        | 262             | 178               | 84                | 4.489                  |         | 217       | 596         | 42        |